# Krüger
Krüger è un cognome di lingua tedesca.

## Varianti
Grafie alternative sono Kruger, Krueger, Crüger e, in area slava, Kryger; cognomi derivati sono Krug, Krüg, Krog, Krügel e Krugmann.

## Origine e diffusione
Deriva dalla forma basso-tedesca Krüger, dal significato letterale di "locandiere", derivato a sua volta da Krug ("brocca").

## Persone
- Andreas Krüger (1719-1759), architetto e pittore tedesco
- Bartholomäus Krüger (1540-1597), poeta tedesco
- Karl Wilhelm Krüger (1796-1874), filologo tedesco
- Christiane Krüger (n. 1945), attrice tedesca
- Franz Krüger (1797-1857), pittore tedesco
- Friedrich Wilhelm Krüger - ufficiale nazista
- Hardy Krüger Sr. (1928-2022), attore tedesco
- Hardy Krüger Jr. (n. 1968), attore tedesco
- Horst Krüger (1919-1999), scrittore tedesco
- Johann Christian Krüger (1723-1750), scrittore tedesco
- Johann Heinrich Louis Krüger (1857-1923), geodeta tedesco
- Paul Wilhelm Anton Krüger (1840-1926), giurista tedesco

## Personaggi dell'immaginario
- Annabelle Krüger, nome da nubile di Annabelle Gravenberg, personaggio della soap opera tedesca La strada per la felicità
- Katy Krüger, soprannome di Katy Wellinghoff, personaggio delle soap opera tedesche Bianca e Julia - La strada per la felicità
- Nils Krüger, personaggio del telefilm Guardia costiera
- Kim Krüger, personaggio del telefilm Squadra Speciale Cobra 11
- Eren Krüger, personaggio dell'anime/manga L'attacco dei giganti